# Gargina humber
Gargina humber is een vlinder uit de familie van de Lycaenidae. De wetenschappelijke naam van de soort werd als Thecla humber in 1902 gepubliceerd door Schaus.